# John Law (nationalekonom)

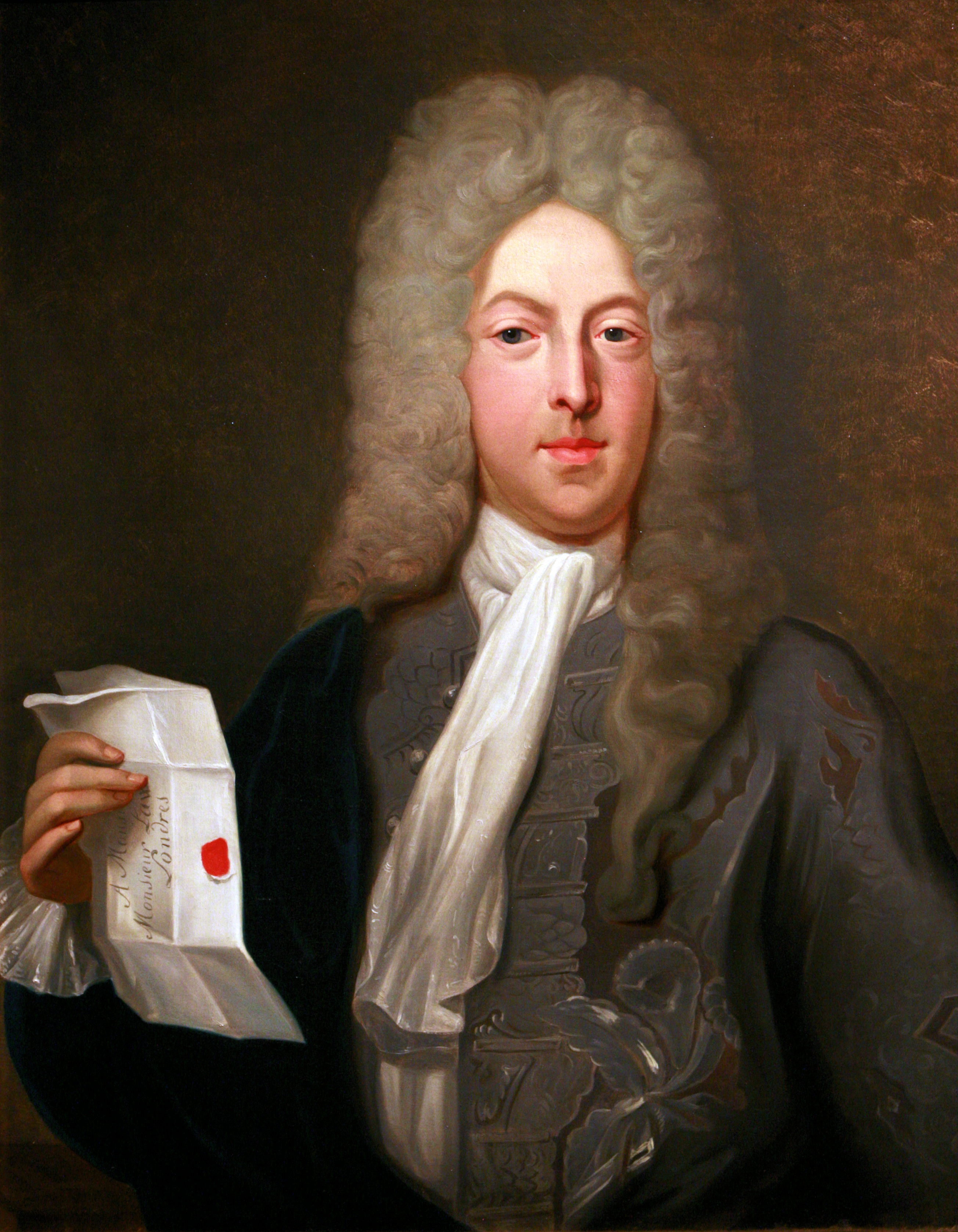
John Law.

John Law, född 21 april 1671 i Edinburgh, död 21 mars 1729 i Venedig, var en skotsk-fransk nationalekonom.

## Biografi

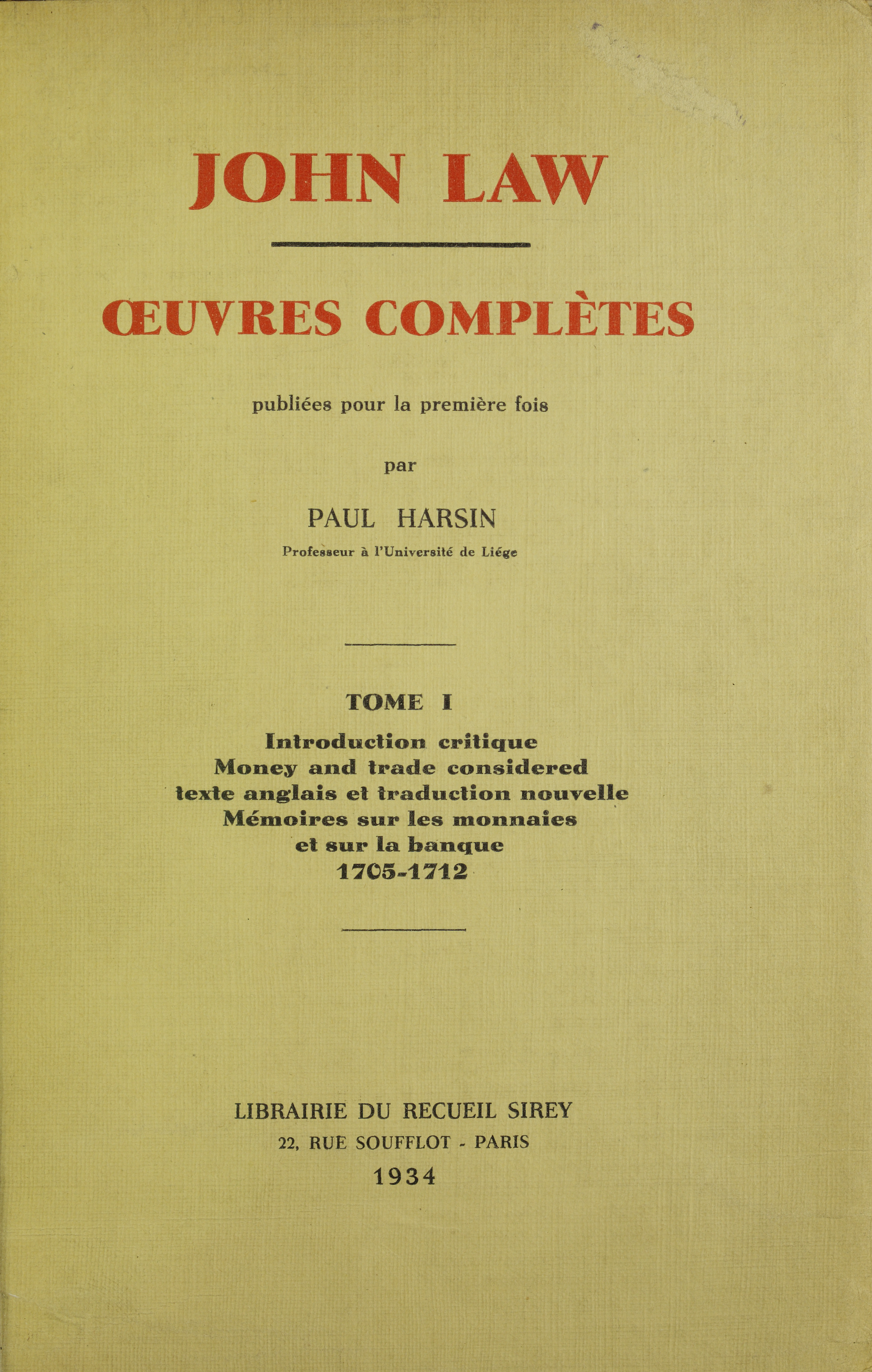
Money and trade considered, with a proposal for supplying the Nation with money', 1934

Law var son till en förmögen guldsmed och bankir i Edinburgh. Efter en stormig studietid i London tvingades han på grund av en duell fly till Holland. Här studerade han ekonomi, i synnerhet bankväsendets organisation.
Kring sekelskiftet härskade en optimistisk spekulationsstämning i Västeuropas ekonomiska centra. Bankbildningar, som drev statslånerörelse och sedelutgivning, och kompanier för kolonialhandel, var tidens moderföretag. Aktier i dylika företag kunde med god vinst säljas på den uppblomstrande livaktiga börsmarknaden. Law förstod att utnyttja marknaden, och genom spekulation och spelbankrörelse skapade han sig en ansenlig förmögenhet.
I samband med diskussionen om upprättandet av en bank i Skottland framlade Law planen för en sådan i en inlaga till skotska parlamentet i skriften Money and trade considered (1705). Han anslöt sig till en merkantilistisk skola, som ville ersätta metallmynt med papperspengar och genom inflation stimulera näringslivet. Papperspengarna skulle utlämnas genom lån mot säkerhet i jordegendom. Förslaget antogs dock ej.
Åren 1708-15 reste Law från residens till residens på kontinenten för att söka vinna gehör för sina bankidéer. Som en fulländad världsman, men ståtligt yttre och som djärv spelare, knöt han talrika förbindelser med hoven. Trots att Law stöddes av Filip II av Orléans, vann inte hans plan för en fransk statsbank genomslag 1715. Följande år fick han dock koncession på en privatbank i Paris, Banque Générale Privée, vars aktiekapital till 3/4 skulle inbetalas i deprecierade statsskuldssedlar, som därigenom skulle försvinna från marknaden. Banken var en växel-, depositions- och sedelbank. Fulländat ledd erhöll banken snart sedelmonopol och blev 1718 statsbank.
Efter mönster från det brittiska Söderhavskompaniet organiserade Law 1717 Compagnie d'Occident, vanligen kallat Mississippikompaniet, med handelsmonopol på de franska nordamerikanska kolonierna. Dess aktiekapital på 100 miljoner livres skulle inbetalas i statsskuldsedlar. Fordringsägarna förvandlades härigenom till aktieägare i kompaniet. Aktierna kastades sedan ut på börsen.
Genom en väl iscensatt reklam, i vilken koloniernas rikedomar hänfört skildrades, gjordes de begärliga. En våldsam spekulation följde. År 1718 fick kompaniet tobaksmonopol, 1719 absorberade det äldre franska kompanier, varigenom hela Frankrikes kolonialhandel kom i dess händer, och ombildades till Compagnie des Indes. Börsen på Rue Quinquempoix blev medelpunkten för den europeiska spekulationen; trots nyemissioner steg aktievärdet enormt. Samtidigt sänkte banken diskontot och ökade omsättningsmedlen. Genom sin inflationspolitik ville Law göra staten skuldfri, samtidigt som han centraliserade nationens finansiella och ekonomiska liv.
Kompaniet erhöll 1719 myntregalet och skatteförpaktningen. År 1720 blev Law generalkontrollör; banken sammanslogs med kompaniet. 1720 sviktade dock förtroendet för de höga aktiepriserna. Trots bankens stödaktioner sjönk aktierna katastrofalt. Investerare flydde aktiemarknaden och investerade istället i varor och en enorm inflation inträdde. Banken, som lovat inlösa sedlarna, belägrades och måste söka anstånd med betalningen. Regeringen avlyste bankens sedlar som giltigt betalningsmedel.
I december 1720 tvingades Law leva som utblottad. Trots de stora förmögenhetsförskjutningar som kraschen medförde, verkade inflationen stimulerande på den franska ekonomin. Även om Laws system inte förmådde sanera statens finanser, ökades inte heller dess skuldbörda. Law erhöll 1720 inbjudan till Ryssland, som finansiell expert, uppehöll sig en tid i Köpenhamn och bosatte sig senare på regeringens inbjudan i Storbritannien. Han dog relativt fattig i Venedig.